# 해주만
해주만(海州灣)은 조선민주주의인민공화국의 황해남도 옹진반도와 해주시의 사이에 있는 만이다.

## 같이 보기
- 조선만
- 동조선만
- 서조선만
- 룡당포